# Raión de Chernivtsí (Vínnytsia)
Raión de Chernivtsí (en ucraniano: Чернівецький район) es un antiguo raión o distrito de Ucrania en el óblast de Vínnytsia. La capital fue la ciudad de Chernivtsí.
Comprende una superficie de 590 km².

## Demografía
Según estimación 2010 contaba con una población total de 28660 habitantes.

## Otros datos
El código KOATUU es 524900000. El código postal 24100 y el prefijo telefónico +380 4357.